# Klan Ašina

Znak (mon) klanu Ašina

Klan Ašina  (蘆名氏) je japonský klan, který vznikl v období Sengoku. 

## Historie
Klan odvozuje svůj původ od klanu Taira (přes klan Miura). Jméno převzal z oblasti Ašina v dnešní prefektuře Kanagawa. 
Existovaly dvě větve klanu: Sagami-Ašina a Aizu-Ašina. Sagami-Ašina vznikla, když třetí syn Jošitsugy Miury přijal jméno Ašina. Aizu-Ašina vznikla ze sedmého syna Jošiakiho Miury, Jošitsury Sawary. Během období Muromači se klan prohlašoval za guvernéry (šugo) provincie Aizu. V roce 1589 klan utrpěl těžkou porážku od Masamuneho Dateho v bitvě u Suriagehary, což vedlo k jeho zániku. 

## V populární kultuře
Klan Ašina hraje významnou roli v románu spisovatele Futarohy Jamady, Yagyu Ninpocha. Klan se také objevuje ve videohrách Sekiro: Shadows Die Twice a Total War: Shogun 2.  

## Seznam vůdců klanu
- (Zakladatel) Jošiaki Miura  (1092-1180)

1. Jošitsura Sawara, syn Jošiakiho
2. Moritsura Sawara, syn Jošitsury
3. Mitsumori Ašina, syn Jošitsury
4. Jasumori Ašina, synovec Mitsumoriho
5. Morimune Ašina, syn Jasumoriho
6. Morikazu Ašina (1285-1335), syn Morimuneho
7. Naomori Ašina (1323-1391), bratr Morikazua
8. Norimori Ašina (1346-1407), syn Naomoriho
9. Morimune Ašina (1386-1434), syn Norimoriho
10. Morihisa Ašina (1416-1444), syn Morimuneho
11. Morinobu Ašina (1408-1451), bratr Morihisa
12. Moriakira Ašina (1431-1466), syn Morinobua
13. Moritaka Ašina (1448-1558), syn Moriakira
14. Morishige Ašina (1482-1521), syn Moritaky
15. Morikijo Ašina (1491-1553), bratr Morišigy
16. Moriuji Ašina (1521-1561), syn Morikija
17. Morioki Ašina (1547-1574), syn Moriujiho
18. Moritaka Ašina (1561-1584), bratr Moriokiho
19. Kameomaru Ašina (1584-1586), syn Moritaky
20. Jošihiro Ašina (1575-1631), potomek bratra Jošitsury Sawary.
21. Moritoshi Ašina (1631-1651), syn Jošihira
22. Sentsurumaru Ašina (1650-1653), syn Moritošiho